# Hal Hartley
Pour les articles homonymes, voir Hartley.
Hal Hartley, né le 3 novembre 1959 à Lindenhurst dans l'État de New York, est un réalisateur américain.

## Filmographie

### Longs métrages
- 1989 : L'Incroyable Vérité (The Unbelievable Truth)
- 1991 : Trust me (Trust), primé au Festival du cinéma américain de Deauville
- 1992 : Simple Men
- 1994 : Amateur
- 1995 : Flirt
- 1997 : Henry Fool
- 1998 : Le Livre de la vie avec PJ Harvey
- 2001 : No Such Thing avec Sarah Polley
- 2005 : The Girl from Monday
- 2006 : Fay Grim
- 2011 : Meanwhile
- 2014 : Ned Rifle

### Courts métrages
- 1984 : Kid
- 1987 : The Cartographer's Girlfriend
- 1988 : Dogs
- 1991 : Un désir si vif (Surviving desire)
- 1991 : Traité de la réussite (Theory of Achievment)
- 1993 : Ambition
- 1993 : Flirt
- 1994 : Opera n°1
- 1994 : NYC 3/94
- 2000 : The New Math(s)
- 2000 : Kimono